# Jerzy Sułek
Jerzy Bolesław Sułek (ur. 9 stycznia 1939 w Dąbrowie Górniczej) – polski dyplomata, politolog i urzędnik państwowy, doktor habilitowany nauk humanistycznych, w 1997 podsekretarz stanu w Ministerstwie Obrony Narodowej, w latach 2001–2006 szef Fundacji „Polsko-Niemieckie Pojednanie”.

## Życiorys
Syn Bolesława i Janiny. W 1958 wstąpił do Polskiej Zjednoczonej Partii Robotniczej. W 1961 ukończył Szkołę Główną Służby Zagranicznej. Uzyskał stopień doktora na Wydziale Historyczno-Socjologicznym Wyższej Szkoły Nauk Społecznych przy KC PZPR (1967). Habilitował się w 1977 na Wydziale Nauk Społecznych Uniwersytetu Adama Mickiewicza w Poznaniu. Specjalizował się w zakresie międzynarodowych stosunków politycznych, polityki zagranicznej RP i historii dyplomacji. Autor około 350 publikacji naukowych, autor i współautor kilkunastu książek poświęconych stosunkom-polsko niemieckim i dyplomacji. Wykładał m.in.: w Centralnej Szkole Partyjnej przy KC PZPR (1967–1971), na Wydziale Studiów Międzynarodowych i Politologicznych Uniwersytetu Łódzkiego, na Uniwersytecie Warszawskim, w Szkole Głównej Gospodarstwa Wiejskiego oraz w Prywatnej Wyższej Szkole Businessu i Administracji. Został także profesorem nadzwyczajnym w Szkole Głównej Handlowej, Uczelni Techniczno-Handlowej im. Heleny Chodkowskiej w Warszawie oraz Wyższej Szkole Cła i Logistyki w Warszawie. Nauczał również w szkołach wyższych w Bonn i Kolonii, a także był stypendystą Fundacji Alexandra von Humboldta.
Zawodowo w PRL i III RP działał jako dyplomata. W latach 1961–1966 i 1981–1997 zatrudniony w Ministerstwie Spraw Zagranicznych. W latach 1966–1981 pracował w Polskim Instytucie Spraw Międzynarodowych, gdzie pełnił funkcję I sekretarza Podstawowej Organizacji Partyjnej (1972–1974); w 1978 doszedł do stanowiska wicedyrektora. Doradzał Wydziałowi Zagranicznemu KC PZPR oraz rządom za czasów Edwarda Gierka, Mieczysława Rakowskiego i kolejnym gabinetom III RP. Przez pewien czas pełnił służbę dyplomatyczną w Niemczech, od 1981 do 1985 pozostawał radcą ambasady w Kolonii, a od 1991 do 1997 szefem przedstawicielstwa bońskiej ambasady RP w Berlinie. Na początku lat 90. kierował Departamentem Europy w MSZ. Był m.in. przewodniczącym delegacji w negocjacjach dwóch traktatów z RFN: granicznego z 1990 i o dobrym sąsiedztwie z 1991, a także reprezentantem Polski przy Konferencji 2+4 dotyczącej zjednoczenia Niemiec. Uważany jednego z głównych twórców polityki zagranicznej III RP wobec Niemiec, należał też do zespołu prowadzącego rokowania w sprawie wycofania wojsk sowieckich z Polski.
Od 4 lipca do 17 listopada 1997 pełnił funkcję podsekretarza stanu w Ministerstwie Obrony Narodowej. W październiku 2001 objął stanowisko szefa Fundacji „Polsko-Niemieckie Pojednanie”, odwołano go z tej funkcji 6 stycznia 2006 w związku z kontrowersjami dotyczącymi premii dla zarządu. Jednocześnie od 2004 do 2006 pozostawał sekretarzem generalnym Polskiej Unii Ofiar Nazizmu. Kierował także Fundacją Współpracy Polsko-Niemieckiej i zasiadał w jej radzie, należał do inicjatorów Polsko-Niemieckiej Wymiany Młodzieży.
Występował jako komentator w różnych mediach i publicysta prasowy. Z okazji jego 70. urodzin wydano Na drodze do porozumienia i pojednania z Niemcami: wybór tekstów z lat 1989–2009 (2009). Odznaczony Krzyżem Komandorskim I Klasy za Zasługi dla Republiki Austrii (2004) oraz Krzyżem Komandorskim Orderu Odrodzenia Polski w uznaniu wybitnych zasług w upamiętnianiu historii i prawdy o Obozie Koncentracyjnym w Oświęcimiu (2004).